# Eric Thorsell
Eric Thorsell (Munktorp, 28 de diciembre de 1898 - Surahammar, 7 de septiembre de 1980) fue un activista social por la abstinencia y educador sexual sueco, y en su momento, el principal luchador por los derechos de gais en Suecia. Durante sus años de lucha trabajó en los altos hornos de Surahammar. Tras el estallido de los escándalos de Kejne y Haijby en la década de 1950, fue de los pocos que se atrevió a criticar públicamente el pánico moral y la caza de brujas generadas contra los homosexuales y azuzadas por campañas periodísticas.

## Vida
Eric Thorsell era el hijo ilegítimo de una viuda de 46 años, que mantenía a ambos trabajado como criada. Creció en la parroquia de Malma y se trasladó a los 19 años a Surahammar. Durante gran parte de su vida trató de completar su deficiente formación, que consistía en la escuela primaria y parte de la secundaria (Volksschule), principalmente con el International Organisation of Good Templars, en la biblioteca de la asociación, pero eventualmente también en un curso en el invierno de 1921-22 en la Universidad Popular de Brunnsvik y en invierno de 1931-32, con la ayuda de una carta de recomendación de Elise Ottesen-Jensen, en una estancia de seis meses en el Institut für Sexualwissenschaft de Magnus Hirschfeld en Berlín.
El libro En homosexuell arbetares memoarer («Memorias de un trabajador homosexual») publicado póstumamente, se basaba en recuerdos de Thorsell grabados por Fredrik Silverstolpe años antes de la muerte del primero. Muestran que Thorsell era muy consciente de su homosexualidad y que sus contactos sexuales tras la adolescencia eran tratados en visitas a grandes ciudades, como Estocolmo, Gotemburgo o Berlín.

Från min lite isolerade situation i brukssamhället Surahammar kunde jag uppröras över hur homosexuella behandlades i samhället, men jag blev aldrig själv indragen i några svåra situationer. De som stod i intimt förhållande till mig på något sätt var ju väldigt diskreta av sig, inte minst för egen del. Jag tror inga andra kände till att jag var homosexuell. Själv visste jag om en del homosexuella på bruket, men vi pratade aldrig inbördes om detta.
Desde mi aislada situación en la pequeña comunidad industrial de Surahammar podía indignarme por el tratamiento de los homosexuales por el público, pero nunca me vi envuelto en situaciones difíciles. Aquellos que me eran cercanos de alguna forma, por supuesto también eran muy discretos, aunque sólo fuese por su propio beneficio. No creo que nadie más supiese de mi homosexualidad. Yo sabía que había algunos homosexuales en el horno, pero nunca hablábamos entre nosotros sobre esto.
Thorsell

## Obra
En política, Thorsell era socialdemócrata y estuvo durante algún tiempo en el concejo municipal y fue director de la asociación Movimiento por la Templanza local, pero se desilusionó, sobre todo en la década de 1950, tras los escándalos de Kejne y Haijby, con el movimiento obrero. También fue el líder de la milicia nacional en Surahammar.

### Riksförbundet För Sexuell Upplysning
Thorsell participó en la década de 1930 en un intento de lanzar la revista sueca Lysis, que debía estar dirigida a un público homosexual, pero la proposición fracasó, sobre todo por razones de dinero. Tampoco se pudo llevar a cabo en ese momento la idea de una asociación nacional o escandinava de homosexuales. Thorsell realizó el 10 de febrero de 1933 lo que debió ser la primera defensa pública de la homosexualidad en Estocolmo, en un discurso que denominó Är de homosexuella rättslösa eller förbrytare? («¿Los homosexuales no tienen derechos o son criminales?»)
Dos semanas más tarde se fundaría el Riksförbundet För Sexuell Upplysning (RFSU, «Asociación sueca para la educación sexual»). En sus propias palabras, Thorsell se lanzó de cabeza y con pasión en el trabajo educativo.

Det var lätt att känna entusiasm inför RFSU:s målsättningar. Det var en organisation som ropade på ljus och luft, på rätt och frihet. [... Vi försökte] bekämpa allt det rådande hyckleriet i sexualfrågan. I vårt arbete byggde vi på erfarenheter från arbetarnas folkbildningsrörelse. Där var det enkla män och kvinnor som organiserade studiecirklar och tog fackmän till hjälp. Det spreds litteratur och ordnades föreläsningskurser. Vi var från början inställda på, att en hel del av det vi önskade inte skulle kunna genomföras förrän vi fått ett socialistiskt samhälle.
Era fácil entusiasmarse por los objetivos del RFSU. Era una organización llamada a iluminar y airear, sobre el derecho y la libertad. [... tratamos de] luchar contra la hipocresía prevalente en asuntos sexuales. En nuestro trabajo, aprovechamos la experiencia de los trabajadores en el movimiento de educación popular. Hubo algunos hombres y mujeres que organizaron seminarios e invitaron a profesionales para que les ayudasen. Se repartió literatura y se organizaron cursos. Inicialmente estábamos convencidos de que muchas de las cosas que queríamos no podrían ser introducidas hasta que tuviésemos una sociedad socialista.
Thorsell

### Escándalo Kejne
Cuando estalló el escándalo mediático llamado «Kejne» en 1950, Thorsell entró en contacto con Kejne y otros involucrados: «Cuando leí sobre todo eso, pensé que era una vergüenza que alguien como Malmberg arruinase la reputación de os gais suecos. Decidí buscar a Malmberg y darle un repaso por causar los escándalos que rodaban a los homosexuales». Thorsell esperaba encontrarse un burdel decadente, pero se encontró con un piso de soltero hortera en el que también vivía una vieja parroquiana convaleciente de 80 años. La historia del burdel, al igual que toda la transacción que rodeaba el escándalo, resultó ser pura imaginación. El resultado de sus investigaciones privadas fueron retomadas por la policía de Estocolmo, con la que, al contrario que el grupo en torno a Kejne, Thorsell pudo establecer una relación de confianza, y por Ivar Harrie de la comisión Kejne. Thorsell envió a la comisión de resolución del escándalo copias de las cartas del joven de 19 años, Anders Hellstadius, que había sido sentenciado a tres meses de prisión por acusación falsa, por haber declarado que había ido a casa de Kejne y que allí este le había hecho proposiciones sexuales, cartas que ayudaron a los tribunales a sentenciar al joven.

### Riksförbundet För Sexuellt Likaberättigande
Eric Thorsell fue invitado como orador a la recién formada Riksförbundet För Sexuellt Likaberättigande (RFSL; «Federación sueca por la igualdad sexual»), donde prácticamente se convirtió en consejero de la organización, que más tarde, con sus escasos medios, financiaría los viajes de Thorsell a reuniones y encuentros. Las relaciones de confianza conseguidas con la policía de Estocolmo se pusieron a buen uso.

### Lucha contra la persecución de la década de 1950
En 1952, cuando el Asunto Haijby estaba en centro del debate público, Thorsell estaba enfurecido. No hubo muchos que se pudiesen de parte de los homosexuales. El RFSU no hizo nada. Los periódicos no participaron en la caza de brujas, mantuvieron su silencio. Pero incluso en los sindicatos hubo voces exaltadas que propusieron la expulsión de homosexuales. Para contrarrestar esta ataque a los homosexuales, Thorsell realizó una conferencia pública en Estocolmo en marzo de 1952, «De Santa Brígida al pastor Kejne», en la que realizaba paralelos históricos sobre la extensión de rumores sobre los homosexuales con fines políticos, como el escándalo Harden-Eulenburg o las maquinaciones de Santa Brígida contra Magnus II Eriksson. La conferencia tuvo un gran éxito, pero ni el RFSU, ni el RFSL se atrevieron a ayudar. La conferencia también le costó una denuncia por libelo, ya que Thorsell había mencionado que Kejne había recibido 1000 coronas de su jefe en la Stadsmissionen después de una disputa entre ambos, dinero que había sido reunido para personas sintecho y trastornadas. Thorsell fue declarado inocente.